# Монограма

Монограма Альбрехта Дюрера

Монограма (грец. μόνος — «один», γραμμα — «літера») — максимально стисла позначка перших літер імені та прізвища особи, іноді одного імені.

## Історичні дані
Часто використовувалась коронованими особами в Новій історії, що вважали власне ім'я настільки відомим загалу, що для нагадування про себе достатньо монограми. Але створення монограм сягає у сиву давнину.

### Монограми європейської античності
Монограми пов'язані з розповсюдженням абеток і письменністю. На монетах Стародавньої Греції монограми відомі з 350 року до н. е. Наприклад, монограма на монетах античного міста Ахайя була створена з двох перших літер назви міста — альфа (Α) та хи (Χ). Використовували монограми й в Стародавньому Римі. Відомі монограми на пам'ятних медалях доби римських імператорів Траяна — Деция тощо.

### Монограма в західноєвропейському мистецтві

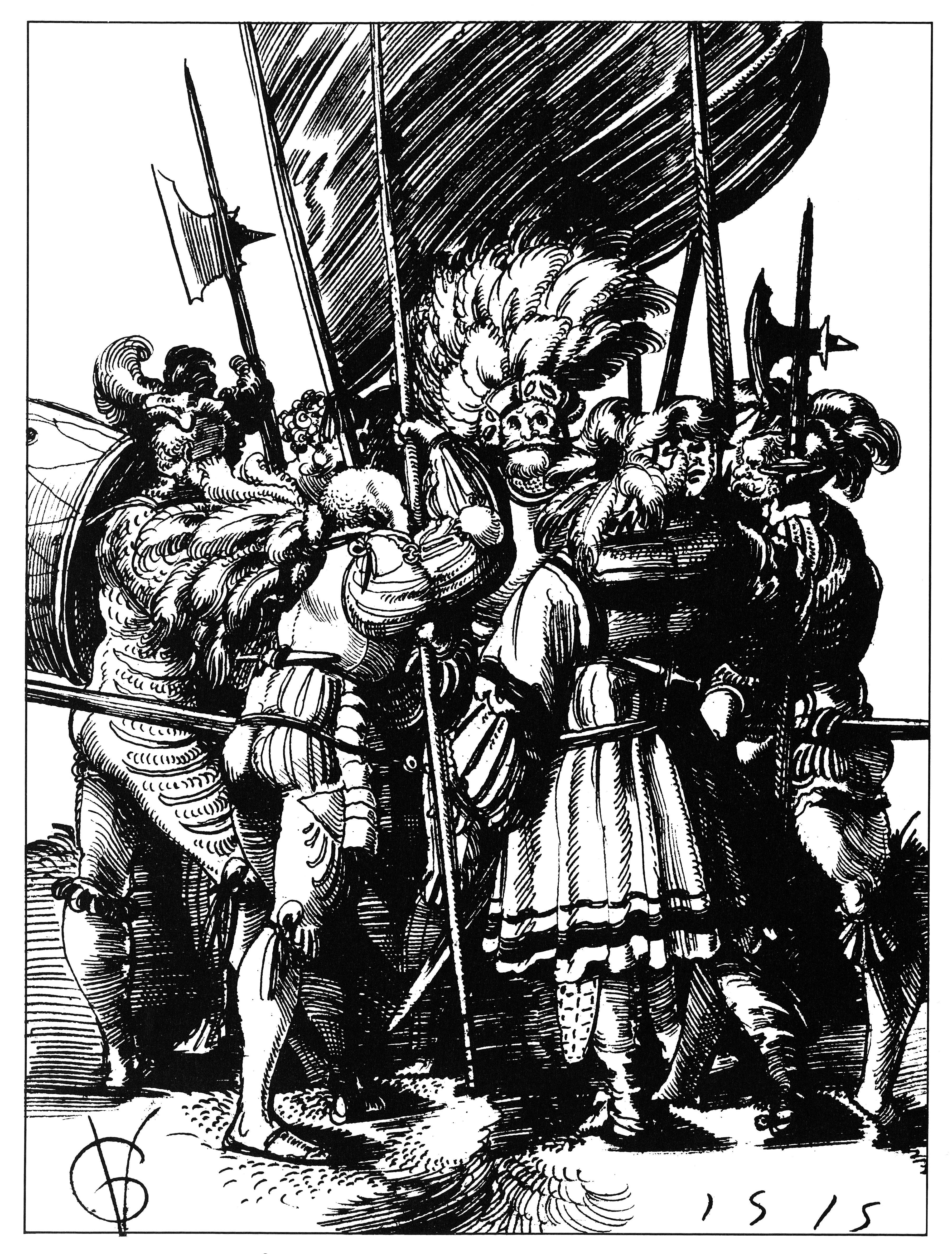
худ. Урс Граф. Війна кофедератів у 1512 р. Монограма і дата 1515 р. понизу аркуша

Особливою сторінкою побутування монограм стала історія західноєвропейського мистецтва. Монограми почали широко використовувати митці Німеччини в добу пізньої готики, бо в німецьких князівствах мав поширення звичай ставити позначки володаря на коштовні речі. Звичай визнавався і був підтриманий навіть офіційним судом, що тільки сприяло його популяризації. Традиція створення знаків володаря стала підґрунтям як для появи нових монограм, так і для виникнення екслібрису, особливого різновиду володарчого знаку на рукописній книзі чи друкарському виданні.
На озброєння були узяті монограми й німецькомовними граверами та малювальниками. Особливо вдалою була монограма художника Альбрехта Дюрера, створена з двох перших літер його імені та прізвища. Деякі з монограм Дюрер ускладнював роком створення гравюри («Адам і Єва» 1504, «Лицар, Диявол і Смерть» 1513, «Келія Св. Єроніма» 1514)
Поширення його гравюр сприяло популярності і його монограми, яку почали модифікувати для власних потреб інші гравери. Генріх Альдегревер просто замінив літеру «D» на «G». Німецькомовний Урс Граф вписував літеру «U» в «G». Користувались монограмами й художники. Лукас Кранах Старший обрав власною монограмою не літери, а крихітне зображення дракону. Іноді монограма популярного митця за життя ставала єдиною згадкою про талановиту індивідуальність, справжнє ім'я якого було назавжди втрачене для нащадків («Закохана пара» монограміст Е.S., «Жіноча бійка» Брауншвейзький монограміст тощо). Частина митців взагалі не користувалась підписами чи навіть монограмами в самій Німеччині, що ставало катастрофою для пам'яті про такого майстра, як Матіас Грюневальд, перевідкритого 400 років по смерти. Не користувався навіть монограмою і відомий французький художник Антуан Ватто.

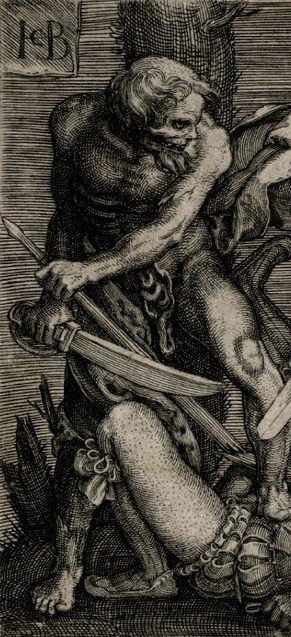
Монограма гравера Якоба Бінка.
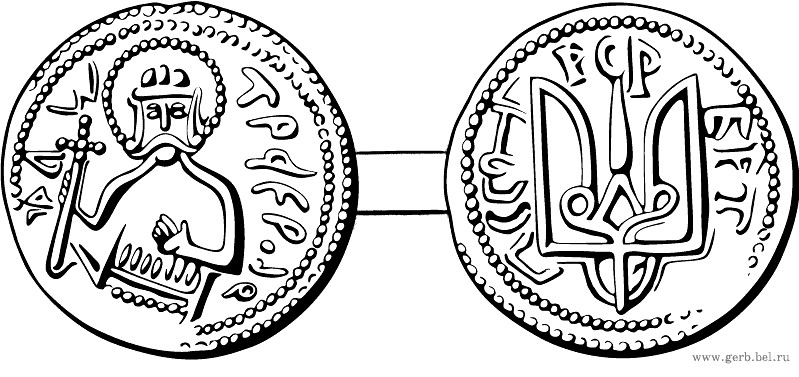
Монограма, тризуб, на монеті  князя Володимира Святославича
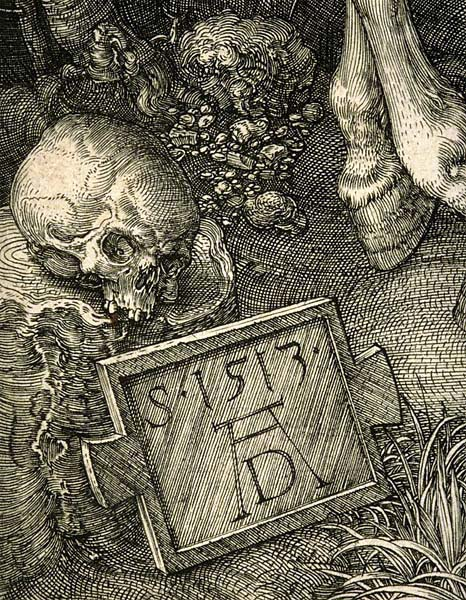
Монограма з датою  А. Дюрера на гравюрі — «Лицар, Диявол і Смерть»
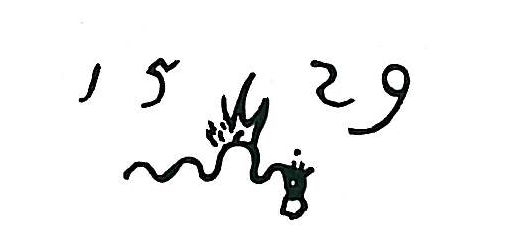
Монограма — підпис Лукаса Кранаха Старшого з датою 1529
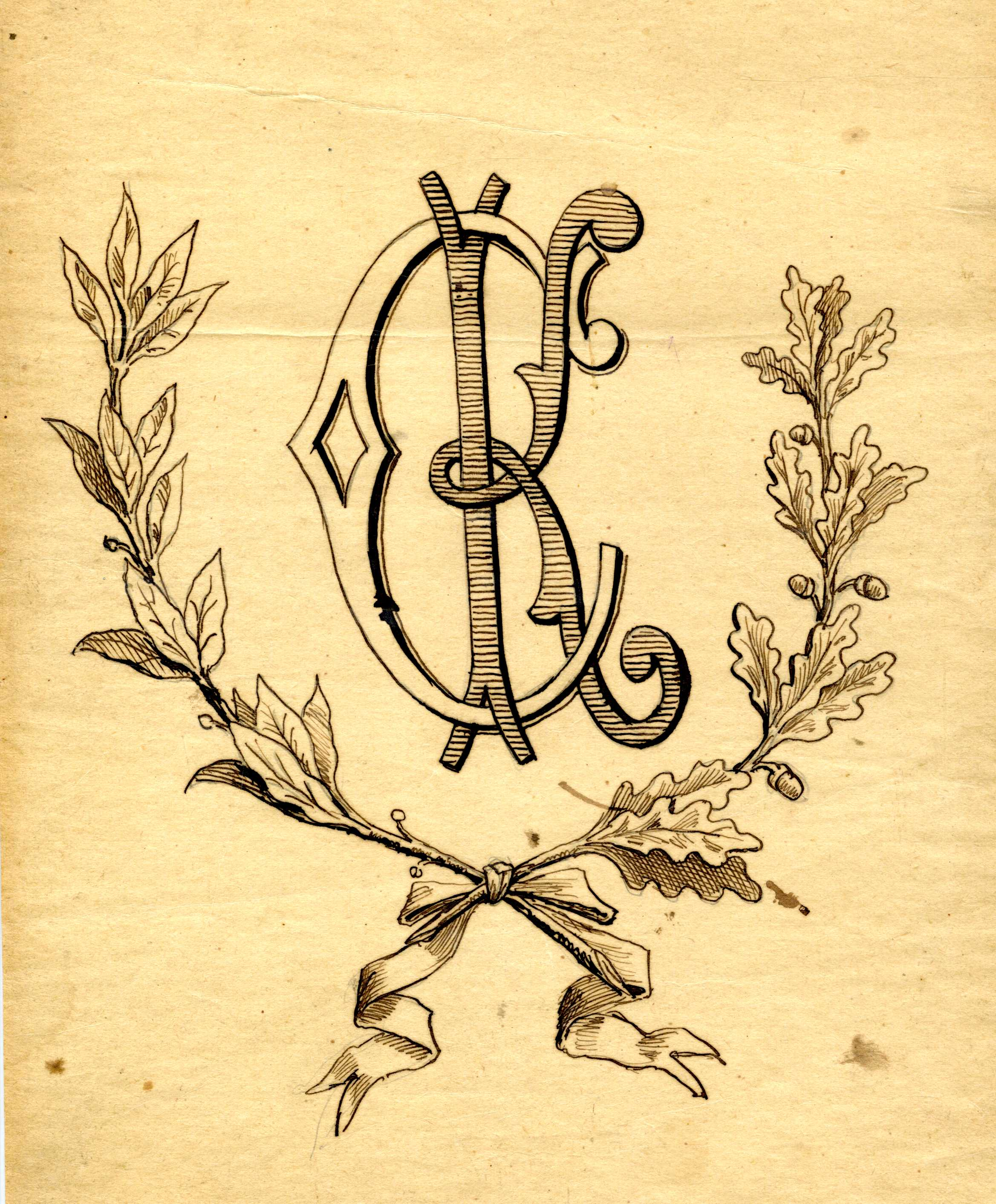
Монограма К. Г. Стеценка роботи невстановленого автора. Пап., олів., туш.

## Вензель

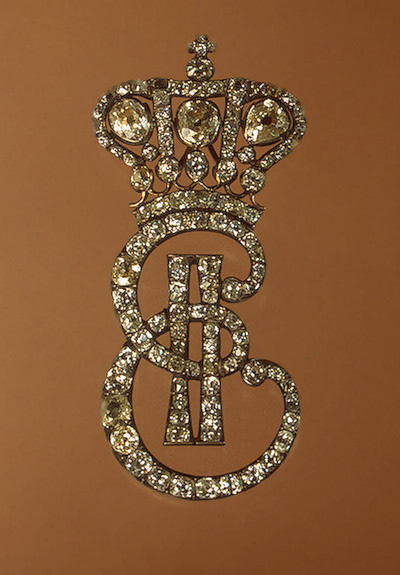
Вензель імператриці Катерини II у вигляді ювелірного виробу з діамантами

Вензель — ні що інше, як каліграфічно виконана монограма. В такому вигляді може використовуватись і для печаток, і для ювелірних виробів, і як рослинний малюнок в садово-парковому мистецтві при створенні партерів.

## Приклади монограм
- Королівська монограма
- Хелртва
- Тугра
- Христограма та хризма
- Ідея нації